# Pavel Ermolinskij
Pavel Ermolinskij, né le 25 janvier 1987, à Kiev, en République socialiste soviétique d'Ukraine, est un joueur islandais de basket-ball. Il évolue au poste d'ailier.

## Biographie
Né en Ukraine, il émigra à l'âge de 5 ans en Islande, lorsque son père Alexander Ermolinskij (en), également joueur de basket-ball, vint jouer pour le club de Skallagrímur (en).
Apparu en première division islandaise à l'âge de 11 ans, il évolua à l'étranger (France, Espagne) pendant 7 ans, puis rentra au pays en 2010, remportant deux fois le titre de meilleur joueur national, ainsi que sept titres nationaux (dont 6 d'affilée, série en cours au mois de septembre 2020).

## Palmarès
- Coupe du Roi 2005
- Championnat d'Islande 2011, 2014, 2015, 2016, 2017, 2018 et 2019
- Coupe d'Islande 2011, 2016, 2017